# Lyon-Meudon Extragalactic Database
Lyon-Meudon Extragalactic Database (LEDA) var en databas över galaxer, som skapades år 1983 i Lyon Observatory, och fusionerades med Hypercat till att bli HyperLeda år 2000. Den innehöll ursprungligen information om mer än 60 parametrar för cirka 100 000 galaxer, och nu innehåller den uppgifter om över 3 miljoner himlakroppar, varav cirka 1 500 000 är galaxer. Databasen ger astronomer världen över tillgång till sin information.